# Michelle Gildernew
Michelle Angela Gildernew (ur. 28 marca 1970 w m. Caledon w hrabstwie Tyrone) – brytyjska i północnoirlandzka polityczka, posłanka do Zgromadzenia Irlandii Północnej oraz Izby Gmin, w latach 2007–2011 minister w rządzie Irlandii Północnej.

## Życiorys
Studiowała na University of Ulster. Zaangażowała się w działalność polityczną w ramach Sinn Féin. Pracowała w strukturze partii jako dyrektorka jej biura w Londynie i rzeczniczka prasowa. W latach 1998–2012 oraz 2016–2017 sprawowała mandat deputowanej do Zgromadzenia Irlandii Północnej. Od maja 2007 do maja 2011 zajmowała stanowisko ministra rolnictwa i rozwoju obszarów wiejskich w rządach regionalnych, którymi kierowali Ian Paisley i Peter Robinson.
W międzyczasie w 2001 po raz pierwszy została wybrana do Izby Gmin w okręgu Fermanagh and South Tyrone. Z powodzeniem ubiegała się o reelekcję w 2005 i 2010. W kolejnych wyborach z 2015 przegrała z Tomem Elliottem z Ulsterskiej Partii Unionistycznej. Mandat deputowanej odzyskała w 2017 w tym samym okręgu (tym razem pokonując Toma Elliotta), a następnie utrzymała go na kolejną kadencję (2019–2024).